# МРТ 2
МРТ 2 (Македонска радио-телевизия 2) е втори национален телевизионен канал в Северна Македония, собственост на държавната Македонска радио-телевизия.
Създадена е през 1978 г. като ТВ Скопие 2, в периода 1991 – 2012 г. е МТВ 2 – Македонска телевизия 2.
От 1994 г. каналът излъчва програми на малцинствените общности в Република Македония – албански, турски, сръбски, влашки, цигански и бошняшки.